# Na balkonie (poemat Roberta Browninga)
Na balkonie (In a Balcony) – poemat dramatyczny angielskiego poety Roberta Browninga, opublikowany w tomie Men and Women w 1855. Bohaterami dramatu są Norbert, Konstancja i Królowa. Utwór jest napisany wierszem białym.
Let it be now, Love! All my soul breaks forth.
How I do love you! Give my love its way!
A man can have but one life and one death,
One heaven, one hell. Let me fulfil my fate—
Grant me my heaven now! Let me know you mine,
Prove you mine, write my name upon your brow,
Hold you and have you, and then die away,
If God please, with completion in my soul!
Na język polski utwór Browninga przełożył Jan Kasprowicz.
Nie! teraz, luba! Ma dusza złamana!
Jak ja cię kocham I Ustąp mej miłości!
Człek jedno życie ma i skon li jeden,
Jedno ma niebo i jedno ma piekło!
Niechaj się spełni los mój, daj mi niebo!
Niech widzę dzisiaj i czuję, żeś moją!
Na skroni twojej wycisnę me imię —
Pragnę cię posiąść i potem, jeżeli
Bóg tak dopuści, chcę umrzeć w tem szczęściu!